# Le Gros Coup
Pour plus de détails, voir Fiche technique et Distribution.
Le Gros Coup est un film dramatique franco-italien réalisé par Jean Valère, sorti en 1964.
Adapté du roman Avec un élastique (The Big Bite) de l'écrivain américain Charles Williams, le film dépeint la déchéance d'un homme conduit à employer, pour survivre, des moyens contraires à la légalité et à ses idéaux.

## Synopsis
Frank Willes, un jeune footballeur professionnel, est victime d’un accident de la route dont il sort partiellement infirme, ayant percuté la voiture d’un riche commerçant qui décède dans l’accident.
Willes apprend ensuite que la veuve du commerçant, Clémence Grandval, va toucher une fortune grâce à l’assurance-vie de son mari. Il découvre également que son accident n’en était peut-être pas un.

## Fiche technique
- Titre original français : Le Gros Coup
- Autres titres : As Provas do Delito, Il Triangolo del Delito
- Réalisation : Jean Valère
- Scénario : Jean Charles Tacchella, Jean Valère, Paul Gégauff (dialogues), d'après le roman Avec un élastique (The Big Bite) de Charles Williams
- Musique : Georges Delerue
- Directeur de production : Roger Debelmas
- Directeur de la photographie : Nicolas Hayer
- Pays de production : France, Italie
- Format : Technicolor - 2,35:1 - Mono - 35 mm
- Genre : Film dramatique
- Durée : 99 minutes
- Date de sortie :
  - France : 24 juin 1964
- Affiche : Boris Grinsson (France)

## Distribution
- Emmanuelle Riva : Clémence Grandval
- Hardy Krüger : Frank Willes
- Roger Couderc : Claude Gray
- Francisco Rabal : Michel Arland
- Jean-Louis Maury : Drouin
- Étienne Bierry : l’hôtelier
- Jacques Monod : l’agent d’assurances